# Mauro Ramos (futebolista)
Mauro Ramos de Oliveira (Poços de Caldas, 30 de agosto de 1930 – Poços de Caldas, 18 de setembro de 2002) foi um futebolista brasileiro que atuou como zagueiro.
Recebeu o apelido de Martha Rocha, miss Brasil da época devido ao estilo técnico, além de trajar-se bem fora de campo. Foi contratado para fins de propaganda pela Ducal.

## Carreira

### Jogador
Mauro iniciou sua vitoriosa carreira no futebol em sua cidade natal, jogando em equipes amadoras como o Cascudinho, Caxias, RAF e a AA Caldense. No ano de 1947, também jogou no Vargem Grande do Sul e na equipe da Sanjoanense de São João da Boa Vista.
Em 1948, foi contratado pelo São Paulo Futebol Clube. Se destacou desde o inicio e fez parte do time bicampeão paulista em 1948 e 1949, seus primeiros títulos como profissional.  Viraria em pouco tempo capitão da equipe e foi um pilar na conquista do título do Paulistão de 1953 e a liderança do time no título de 1957.
Em 1960, após operar os meniscos, sentiu que o técnico Vicente Feola não confiava mais no seu futebol e aceitou a transferência para o Santos. É o 9º jogador que mais atuou pelo Tricolor, com 498 jogos e dois gols.
Em 1960, foi adquirido pelo Santos Futebol Clube pelo valor de cinco milhões de cruzeiros, valor considerado muito alto na época. Sua primeira partida no dia 27 de março de 1960 foi no empate sem gols diante do Palmeiras, no Pacaembu, pelo Torneio Rio-São Paulo.
Em 1962, Mauro foi campeão mundial duas vezes, uma pela Seleção Brasileira, outra pelo Santos, ao vencer o Mundial Interclubes diante do Benfica, em Portugal.
Com a camisa santista Mauro disputou entre os anos de 1960 a 1967, 352 partidas e não marcou nenhum gol.
Encerrou a carreira no México jogando pelo Toluca.

#### Seleção Brasileira
Pela Seleção Brasileira, foi campeão sul-americano em 1949 e convocado para a Copa do Mundo de 1954, não jogou. Na Copa do Mundo de 1958, foi campeão, mas não chegou a atuar. Depois de peitar a comissão técnica e ameaçar abandonar a concentração no Chile se não fosse o titular, Mauro ganhou não só a vaga, como também a braçadeira de capitão para a Copa do Mundo de 1962. O zagueiro atuou os seis jogos do Mundial ao lado de Zózimo. Ergueu a taça com as duas mãos, da mesma forma que Bellini fizera em 1958.
Ao todo, atuou em 30 jogos pela Seleção Brasileira.

### Treinador
No México, treinou o Club Deportivo Oro antes de retornar ao Brasil em novembro de 1969.
Após uma passagem pelo Coritiba, em 1971, foi treinador do Santos, substituindo a Antoninho Fernandes, permanecendo até abril de 1972. Dirigiu o time em 78 partidas, com 39 vitórias, 24 empates e 15 derrotas.
Deixou o futebol após treinar o Club Jalisco de fevereiro de 1973 a março de 1974.

## Morte
Morreu em 18 de setembro de 2002 vítima de câncer no estômago.

## Títulos
Seleção Brasileira
- Copa do Mundo: 1958, 1962[25]
- Campeonato Sul-Americano de Futebol: 1949
- Copa Rio Branco: 1950
- Taça Bernardo O'Higgins: 1955, 1961
- Taça Oswaldo Cruz: 1961
- Copa Rocca: 1963

São Paulo
- Campeonato Paulista: 1948,[12] 1949, 1953, 1957[13]

Santos
- Campeonato Paulista: 1960, 1961, 1962, 1964 e 1965
- Campeonato Brasileiro: 1961, 1962, 1963, 1964 e 1965
- Torneio Rio-São Paulo: 1963, 1964 e 1966
- Copa Libertadores da América: 1962 e 1963[26]
- Taça Intercontinental: 1962 e 1963

Toluca
- Campeonato Mexicano: 1968